# San Pedro Mártir (montaña)
La montaña de San Pedro Mártir (en catalán: Sant Pere Màrtir), conocida también como Puig de Ossa (Puig d'Ossa), tiene una altitud de 399 m y es una de las últimas elevaciones meridionales de la sierra de Collserola. 

## Descripción
Puig de Ossa corresponde al antiguo topónimo monte de Ursa, que se encuentra documentado desde el año 986. El otro nombre de la montaña hace referencia a la ermita de San Pedro Mártir que se construyó en su cumbre en el siglo XVII pero que fue abandonada en 1792, cuando se transformó en una fortificación con la presencia de un destacamento militar, prácticamente desde la guerra de los Segadores hasta la guerra civil española. Su cumbre es un lugar de observación ideal por el dominio visual de la entrada en Barcelona, puesto que domina el paso de las vías de comunicación entre el río Llobregat y Barcelona. Por su situación, ha sido considerado durante muchos años como un punto estratégico con fines militares. En su cumbre hay indicios de un poblado íbero.
La cumbre de San Pedro Mártir es un trifinio de los municipios de San Justo Desvern, Esplugas de Llobregat y Barcelona. Cerca se han construido depósitos de agua procedente del río Llobregat para el suministro a los habitantes de las poblaciones cercanas. En la década de 1970 se instaló una torre de telecomunicaciones que la hace identificable desde una gran parte de la metrópoli de Barcelona, produciendo un impacto visual destacable en la sierra de Collserola.

## Historia
Entre los años 1834 y 1856, en la cumbre había una torre con un telégrafo óptico que servía de punto intermedio y de cruce de las líneas de comunicación óptica entre la torre de Montjuic y la torre de la Ordal hasta Valencia, y hacia el oeste la torre de Martorell hasta Lérida.
El fuerte de San Pedro Mártir fue utilizado en varios conflictos durante los siglos XVIII y XIX. Durante la guerra civil española se instaló la batería antiaérea de San Pedro Mártir, que se ha recuperado y que forma parte del Memorial Democrático.